# اچ‌ام‌اس آنگویلا (کی۵۰۰)
اچ‌ام‌اس آنگویلا (کی۵۰۰) (به انگلیسی: HMS Anguilla (K500)) یک کشتی بود که طول آن ۳۰۳ فوت ۱۱ اینچ (۹۲٫۶۳ متر) بود. این کشتی در سال ۱۹۴۳ ساخته شد.